# Kniv (roman)
Kniv  är en roman från 2019 av den norske författaren Jo Nesbø och den tolfte boken i Harry Hole-serien. Romanen utkom 2019 i svensk översättning av Per Olaisen på Albert Bonniers förlag. På norska utkom romanen på förlaget Aschehoug.

## Handling
Harry Hole har börjat dricka igen och blivit lämnad av sin fru Rakel samt förlorat sitt jobb som utredare. Trots detta sätter han igång med att jaga en ökänd gammal fiende.

## Miljö
En av romanens skådeplatser är Smestaddammen i Oslo som också figurerar i den första kriminalromanen av Jon Michelet från 1975.